# ルウェン行政区
ルウェン行政区（ルウェンぎょうせいく、英語: Ruweng Administrative Area）は、南スーダン北東部に位置する行政区。上ナイル地方に属する。2015年から2020年まではルウェン州（Ruweng State）と呼ばれていた。旧ユニティ州の2郡から成り、州都はパリアンに置かれている。
前身となるルウェン州は、内戦中の2015年12月24日にサルバ・キール・マヤルディ大統領が設置した。2020年2月15日、内戦の平和合意に基づきキール政権が設置した州を差し戻すこととなったが、ルウェン州は当事者間の折り合いがつかなかったため行政区として独自の行政区画のまま存続することとなった。
面積は約11,397km2、人口は99,455人（2008年国勢調査）、168,453人（2020年投影人口）。国内の原油生産のほとんどが集中しており、主要な油田ではユニティ油田がある。また、バハル・エル＝ガザル川とバハル・アル＝ジャバル川の合流点が州内にあり、ノ湖が形成されている。

## 隣接州
ルウェン行政区（2020年以降）
- 北： 西コルドファン州、 南コルドファン州
- 東： 上ナイル州
- 南： ジョングレイ州、 ユニティ州
- 西： ワラブ州、 アビエイ特別行政区（事実上南北スーダンの共同主権、係争地）

ルウェン州時代（2015年から2020年まで）
- 北： 西コルドファン州、 南コルドファン州
- 東： 西部ナイル州
- 南： ファンガク州、 北部リエチュ州
- 西： トゥィク州、アビエイ(スーダンと南スーダンの係争地)

## 行政
ルウェン州知事
- マヨル・クー・アクエイ（英語版）（2015年12月23日[8] - 2017年1月14日）
- Thiaji de-Dut Deng（2017年1月14日[9] - 2020年2月15日?）

### 行政区画
ルウェン州は以下の2郡から成る。州成立後は3、5またはそれ以上の数となったとされている（正式な宣言はないため不明）。しかし、2020年の合意によってルウェン州時代に新設された郡は廃止され、元の2郡に戻った。
| 郡名             | 英語名          | 面積 (km2) | 人口 （2008年国勢調査） | 人口 （2020年投影人口） |
| ---------------- | --------------- | ---------- | ----------------------- | ----------------------- |
| アビエムンホム郡 | Abiemnom County | 2,380.67   | 17,012                  | 28,736                  |
| パリアン郡       | Pariang County  | 9,015.80   | 82,443                  | 139,717                 |